# Râul Izvoarele, Olănești
Râul Izvoarele este un curs de apă, afluent al râului Olănești. 